# Пол Констан
Пол Констан (на френски: Paule Constant) е френска литературна критичка и писателка на произведения в жанра социална драма и трилър.

## Биография и творчество
Пол Констан е родена на 25 януари 1944 г. в Ган, Пирене Атлантик, Франция, в семейството на Ив Констан и Жана Таузин. Отраства в различни страни като дъщеря на военен лекар. Следва в университета на Бордо.
През 1968 г. се омъжва за Огюст Бургеад, с когото имат син и дъщеря. През 60-те и 70-те години на XX век живее със съпруга си в Субсахарска Африка, където той управлява болници. През 1968 г. започва академична кариера, като в периода 1968 – 1975 г. работи като асистент-преподавател по френска литература в Университет на Абиджан, Абдижан, Кот д'Ивоар. За работата си там получава Ордена на националния педагог на Кот д'Ивоар. През 1974 г. и след това през 1987 г. защитава докторска степен по литература и хуманитарни науки в Университета Париж-IV (Сорбоната). В периода 1975 – 1990 г. е преподавател по френска филология в Университет Екс-Марсилия III, Марсилия, а от 1995 г. е професор в университета. Била е гостуващ лектор в Държавния университет в Уичита. Основателка е на Центъра за писатели от юга „Жан Жионо“ в Екс ан Прованс, с който организира литературни срещи.
Заедно с работата си публикува литературни есета и рецензии. В периода 1990 – 1996 г. пише литературната критика (за романи и есета) за Revue des Deux Mondes. Сътрудничи и за телевизионни документални филми в периода 1992 – 2001 г. Първият ѝ роман „Урегано“ е издаден през 1980 г. Той е история за осемгодишната Тифани, която живее в Урегано (измислен град), в черна Африка, в края на колониалната ера, в семейство на френски администратори. Чрез нейната съдба е представена социалната среда, доминирана от проявите на власт и расизъм, липсата на нежност и страх. Романът получава наградата „Валери Ларбо“.
В голяма част от произведенията на писателката сюжетите се развиват в Южна Африка – „Урегано“, „Балта“ (1983), „Бял дух“ (1989), „Дъщерята на губернатора“ (1994), „Франция е силна!“ (2013) и „За прилепите, маймуните и хората“ (2016). Романът ѝ „Бял дух“ е история за трима герои в бананова плантация – 20-годишният магазинер Виктор, малката проститутка Лола, която иска да изсветли кожата си, и шимпанзето Алексис, които будят завистта, страстта или омразата на цялото население. Романът получава редица награди, включително Голямата награда на Френската академия за роман.
Други приоритетни теми на творбите ѝ са образованието на момичетата и положението на жените. На тях са посветени романите „Частна собственост“ (1981), „Великият Гапал“ (1991) и „Доверие за доверие“ (1998), като и есето „Свят за млади дами“ (1987) получило наградата на Френската академия. Романът ѝ „Доверие за доверие“ е история за четири жени: чернокожа академичка, френска писателка, норвежка актриса и учителка, които се събират в Мидълуей, Канзас, а съжителството им ще извади наяве надеждите и разочарованията им, амбициите и провалите им. За романа Пол Констан е удостоена с най-престижната френска литературна награда „Гонкур“ през 1998 г.
Романът ѝ „Захар и тайна“от 2003 г. се развива в САЩ и е за жени, изправени пред смъртно наказание. За него получава наградата за правата на човека на Амнести Интернешънъл. Романът ѝ „Звярът в скръбта“ от 2007 г. е трилър, чието действие се развива във Франция в района на Марсилия.
През 2010 г. Пол Констан е удостоена с отличието Офицер на Ордена на Почетния легион, а през 2015 г. с отличието Голям офицер на Националния орден за заслуги.
В периода 2009 – 2013 г. е член на журито на наградата „Фемина“, като го председателства през 2011 г. На 8 януари 2013 г. единодушно е избрана за член на журито за наградите на Академията „Гонкур“, замествайки починалия през 2012 г. Робер Сабатие.
Пол Констан живее със семейството си в Екс ан Прованс.

## Произведения

### Самостоятелни романи
- Ouregano (1980) – награда „Валери Ларбо“[1][2][3]
- Propriété privée (1981)
- Balta (1983)
- Un monde à l’usage des demoiselles (1987) – голямата награда на Френската академия за есе
- White Spirit (1989) – голямата награда на Френската академия за роман, награда „Франсоа Мориак“, награда „Лютес“, южна награда „Жан Баумел“
- Le Grand Ghâpal (1991) – награда „Жаки Букиа“ на град Шамбре ле Тур, награда „Габриел д'Естрес“
- La Fille du Gobernator (1994)
Дъщерята на губернатора – откъс, сп. „Панорама“, бр.2 с.136 – 152 (1998), прев. Мария Груева
- Confidence pour confidence, 1998) – награда „Гонкур“, награда на Френската телевизия за роман
- Sucre et Secret (2003) – награда за човешки права на Амнести Интернешънъл
- La Bête à chagrin (2007)
- C'est fort la France ! (2013)
- Des chauves-souris, des singes et des hommes (2016)
За прилепите, маймуните и хората, изд.: „Алтера“, София (2019), прев. Радостин Желев
- Mes Afriques (2019)
- La Cécité des rivières (2022)

### Екранизации
- 1998 L'amazone